# فم‌بوی

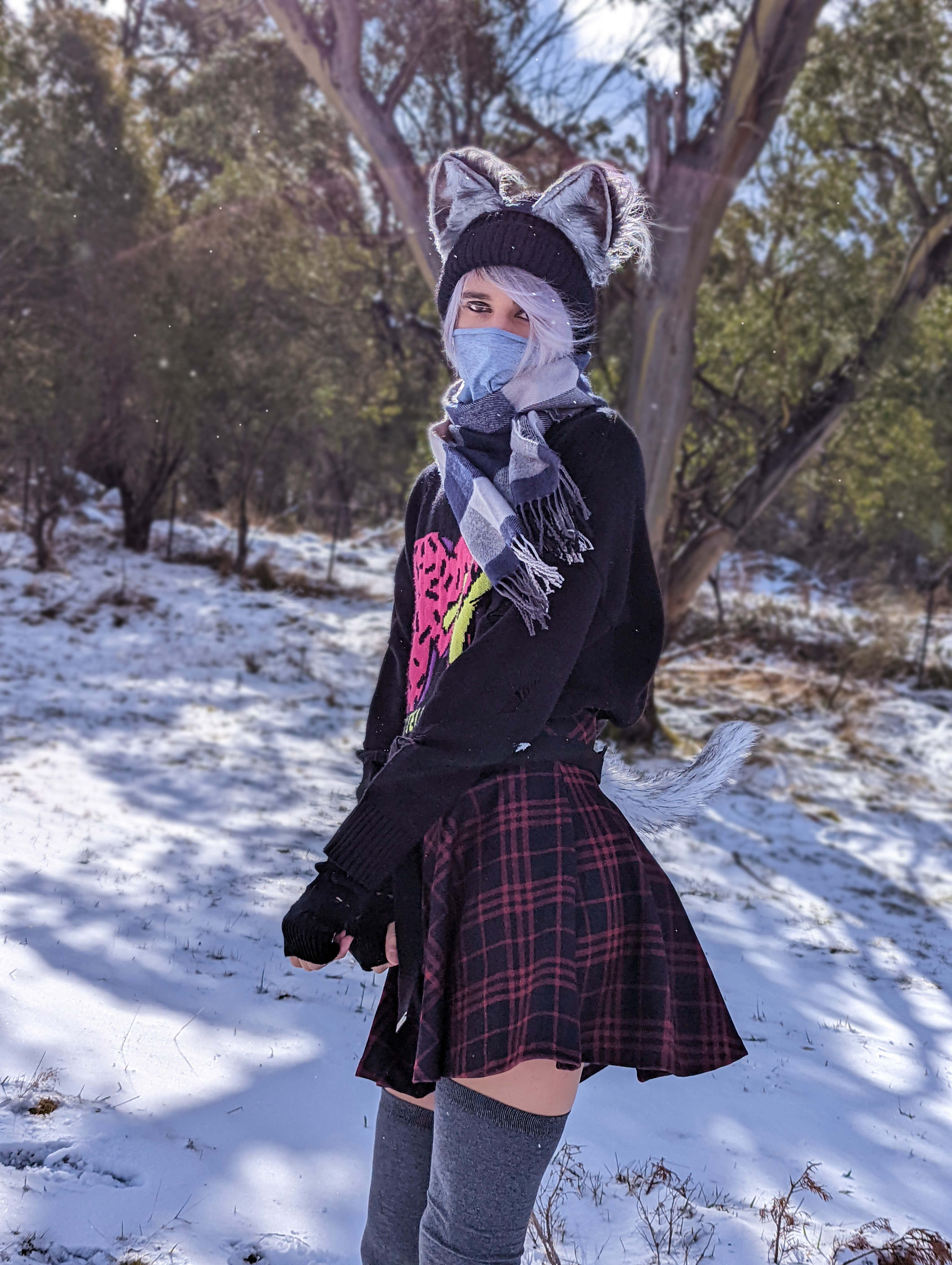
یک فمبوی

اصطلاح عامیانهٔ فِم‌بوی (انگلیسی: Femboy) به مردانی (معمولا سیسجندر) اشاره دارد که خود را با رفتارهای اصولاً زنانه بیان می‌کنند. شکل املایی تغییریافتهٔ femboi به افراد ال‌جی‌بی‌تی‌کیو از هر جنسیتی اشاره دارد که ظاهر مردگونهٔ لطیفی دارد. به‌عنوان زیبایی‌شناسی اینترنتی می‌تواند از طریق استفاده از جواهرات، پوشیدن لباس و آرایش زنانه، یا بیان ویژگی‌های رفتاری زنانه ابراز شود. فم‌بوی می‌تواند هم به‌عنوان اصطلاح جنسی و هم غیرجنسی به کار رود. این کار نشان‌دهنده گرایش جنسی یا نقش جنسیتی خاص نیست.
این اصطلاح در دههٔ ۱۹۹۰ پدید آمد و از آن زمان، به‌وسیلهٔ انجمن‌های اینترنتی و رسانه‌های اجتماعی محبوبیت یافت. گسترش آن ابتدا از ۴چن آغاز شد و به سایت‌های دیگری مانند ردیت و تیک‌تاک سرایت کرد و هشتگ‌های ترندشده‌ای مانند «#femboyfriday» توجه رسانه‌ها را به خود جلب کرد. در مطالعات جنسیت، این اصطلاح به‌عنوان شناسه‌ای برای افراد تراجنسیتی به کار رفته است. در مطالعات پورن، این اصطلاح شناسه‌ای برای نقش فرد مطیع در آمیزش و یکی از عناصر نمایش‌دهندهٔ فانتزی جنسی در نظر گرفته شده است.

## کاربرد

### ریشه‌شناسی
بر اساس دیکشنری.کام، اصطلاح فم‌بوی دست‌کم از دهه ۱۹۹۰ رواج یافته است. این واژه یک ترکیب زبانی است که از کلمات fem (کوته‌نوشت فمینی و فم به معنای زنانه) و بوی (به معنای پسر) تشکیل شده است. یکی از اولین کاربردهای این اصطلاح در نسخه ۱۹۸۱ فرهنگ اختصارات (Abbreviations Dictionary) به ویراستاری و عکاسی رالف دی سولا دیده می‌شود. گونه femboi از اصطلاح ال‌جی‌بی‌تی‌کیو boi استفاده می‌کند. تا سال ۲۰۰۰، اصطلاح «boi" برای اشاره به «مرد گی جوان و جذاب» به کار می‌رفت. همچنین، اصطلاح «boi» به‌صورت مستقل از معانی مرتبط با جنسیت، به‌عنوان املای جایگزین برای پسر استفاده شده است.

### تعاریف
فم‌بوی (Femboy) به فردی مذکر یا نان-باینری اشاره دارد که از عناصر زیبایی‌شناختی و فرهنگی زنانه برای بیان جنبه‌ای زنانه‌تر از ظاهر سنتی مردانه استفاده می‌کند. فرهنگ انگلیسی کالینز فم‌بوی را «مردی که ظاهر و رفتارش به‌صورت متعارف زنانه تلقی می‌شود» تعریف می‌کند. بر اساس دیکشنری.کام، گونه femboi ممکن است به افراد «ملایم‌تر»، مانند مردان جوان ترنس یا زنان بوچ لزبین اشاره داشته باشد. این اصطلاح در ابتدا به‌عنوان عبارت تحقیرآمیز علیه مردان غیرمردانه به کار می‌رفت، اما از آن زمان بازپس‌گیری شده است، هرچند هنوز ممکن است به‌عنوان توهینی علیه زنان ترنس استفاده شود. فم‌بوی اصطلاحی برای بیان جنسیت است و گرایش جنسی یا هویت جنسیتی فرد را تعریف نمی‌کند.
همراه با اصطلاحاتی مانند سیسی، فم‌بوی صرفاً معنای پورنوگرافیک ندارد و ممکن است به مردی اشاره کند که در فعالیت‌های غیرجنسی مانند مبدل‌پوشی یا فتیش مبدل‌پوشی شرکت دارد. برچسب فم‌بوی در پلتفرم‌هایی مانند تامبلر برای نشان دادن نقش جنسی همجنس‌گرا مشابه نقش زنانه در فرهنگ غربی استفاده می‌شود؛ این اصطلاح با واژگانی مانند boywife و پوسی‌بوی مرتبط است و برای اشاره به «مردان خودشناس زنانه‌نما و آندروفیلیک که منحصراً به دنبال دخول از سوی مردان سلطه‌گر و مردانه هستند» به کار می‌رود. ریچارد ویتنیورگو می‌گوید این برچسب‌ها به افراد کمک می‌کند هویت جنسی و نقش‌های جنسی خود را به شکلی منسجم و قابل‌شناسایی برای دیگران تعریف کنند، و این هویت با تجربه‌های برخی همجنس‌گرایان در فرهنگ‌های غیرغربی اشتراکاتی دارد. فم‌بوی‌ها مورد فتیشیسم قرار گرفته‌اند و به‌عنوان یک شیء یا موضوع جذابیت جنسی خاص مورد توجه قرار می‌گیرند. برخی از گروه‌ها یا جوامع فم‌بوی در انتخاب افرادی که اجازه مشارکت در این گروه‌ها را دارند، گزینشی و محدودکننده عمل می‌کنند و این کار به ایجاد درون‌گروهی و برون‌گروهی منجر شده است.